# Indische Cricket-Nationalmannschaft in Simbabwe in der Saison 1992/93
Die Tour der indischen Cricket-Nationalmannschaft nach Simbabwe in der Saison 1992/93 fand vom 18. bis zum 25. Oktober 1992 statt. Die internationale Cricket-Tour war Bestandteil der Internationalen Cricket-Saison 1992/93 und umfasste einen Test und ein ODI. Indien gewann die ODI-Serie 1–0, während die Test-Serie 0–0 unentschieden endete.

## Vorgeschichte
Für beide Mannschaften war es die erste Tour der Saison.
Es war das erste Aufeinandertreffen der beiden Mannschaften bei einer Tour überhaupt.

## Stadion
Die folgenden Stadien wurden für die Tour als Austragungsort vorgesehen.
| Stadion            | Stadt  | Kapazität | Spiele          |
| ------------------ | ------ | --------- | --------------- |
| Harare Sports Club | Harare | 10.000    | 1. Test; 1. ODI |

## Kaderlisten
Die folgenden Kader wurden von den Mannschaften benannt.
| Test | Test | ODI | ODI |
| Simbabwe | Indien | Simbabwe | Indien |
| --- | --- | --- | --- |
| - Dave Houghton (c) - Kevin Arnott - Eddo Brandes - Mark Burmester - Alistair Campbell - Gary Crocker - Andy Flower (wk) - Grant Flower - Malcolm Jarvis - Andy Pycroft - John Traicos | - Mohammad Azharuddin (c) - Kapil Dev - Anil Kumble - Sanjay Manjrekar - Kiran More (wk) - Manoj Prabhakar - Venkatapathy Raju - Woorkeri Raman - Ravi Shastri - Javagal Srinath - Sachin Tendulkar | - Dave Houghton (K) - David Brain - Mark Burmester - Alistair Campbell - Gary Crocker - Craig Evans - Andy Flower (wk) - Grant Flower - John Traicos - Ali Shah - Andy Waller | - Mohammad Azharuddin (K) - Pravin Amre - Ajay Jadeja - Kapil Dev - Anil Kumble - Sanjay Manjrekar - Kiran More (wk) - Manoj Prabhakar - Ravi Shastri - Javagal Srinath - Sachin Tendulkar |

## Tour Matches
| 15. Oktober Scorecard | Harare (OGSC) | Indians 203-9 (50)          | – | Zimbabwe CU President’s XI 187-9 (50) |
|                       |               | Indians gewinnt mit 16 Runs |   |                                       |

## Test in Harare
| 18. – 22. Oktober Scorecard | Harare | Simbabwe 456 (214.2) & 146-4 (66) | – | Indien 307 (169.4) |
|                             |        | Remis                             |   |                    |

Simbabwe gewann den Münzwurf und entschied als Schlagmannschaft zu beginnen.

## One-Day International in Harare
| 25. Oktober Scorecard | Harare | Indien 239 (49.4)          | – | Simbabwe 209 (49.1) |
|                       |        | Indien gewinnt mit 30 Runs |   |                     |

Simbabwe gewann den Münzwurf und entschied als Feldmannschaft zu beginnen.